# Вілмінгтон (Массачусетс)
Вілмінгтон (англ. Wilmington) — місто (англ. town) в США, в окрузі Міддлсекс штату Массачусетс. Населення — 23 349 осіб (2020).

## Демографія
Згідно з переписом 2010 року, у місті мешкало 22 325 осіб у 7532 домогосподарствах у складі 6020 родин. Було 7808 помешкань
Расовий склад населення:
| - 93,5 % — білих - 3,7 % — азіатів - 0,8 % — чорних або афроамериканців - 0,1 % — вихідців з тихоокеанських островів - 0,1 % — корінних американців |

До двох чи більше рас належало 1,4 %. Частка іспаномовних становила 1,8 % від усіх жителів.
За віковим діапазоном населення розподілялося таким чином: 25,4 % — особи молодші 18 років, 61,7 % — особи у віці 18—64 років, 12,9 % — особи у віці 65 років та старші. Медіана віку мешканця становила 41,1 року. На 100 осіб жіночої статі у місті припадало 96,2 чоловіків;  на 100 жінок у віці від 18 років та старших — 93,3 чоловіків також старших 18 років.
Середній дохід на одне домашнє господарство  становив 133 893 долари США (медіана — 118 549), а середній дохід на одну сім'ю — 148 290 доларів (медіана — 126 447). Медіана доходів становила 72 882 долари для чоловіків та 59 250 доларів для жінок. За межею бідності перебувало 2,9 % осіб, у тому числі 4,6 % дітей у віці до 18 років та 3,7 % осіб у віці 65 років та старших.
Цивільне працевлаштоване населення становило 13 305 осіб. Основні галузі зайнятості: освіта, охорона здоров'я та соціальна допомога — 24,9 %, науковці, спеціалісти, менеджери — 15,0 %, роздрібна торгівля — 11,2 %, виробництво — 11,0 %.